# Musée El Castillo
Le musée El Castillo (espagnol : Museo El Castillo) est un musée situé à Medellín, en Colombie. Il offre des expositions permanentes d'objets en porcelaine et cristal, vitraux, antiquités, peintures, sculptures, etc.

## Historique
Le bâtiment fut construit en 1930 par l'architecte Nel Rodríguez selon un style gothique médiéval similaire à celui des châteaux forts de la Loire en France, avec des jardins à la française, bibliothèques, salles d'exhibition et de concert. Il fut habité par José Tobón Uribe qui en avait dessiné les plans à la fin de sa construction, douze ans plus tard. Il y vécut seulement huit mois avant de décéder prématurément, en 1943, date à laquelle Diego Echavarría Misas (es), un important industriel de la ville, l'acheta pour en faire sa résidence familiale.
En 1971, la ville le transforma en musée lorsque don Diego Echavarría Misas  se fit tuer. Avec sa femme ils avaient prévu d'en faire un musée. Elle décida  de le donner avec toute sa décoration et son mobilier.

## Expositions
L'exposition permanente est répartie en neuf salles : 
- Salle Louis XV
- Salle de Musique
- Salle Coloniale
- Hall d'Entrée
- Salle de los Gobelínos
- Appartements de Don Diego
- Appartements de Isolda
- Appartements de Doña Dita
- Appartements de los Recuerdos.

De plus, le château abrite des expositions de maîtres d'art plastique et d'art décoratif dans la Salle de l'Art, dédiée aux expositions temporaires.
Il comprend enfin une salle de concert et un centre de formation artistique où se réalisent différentes activités culturelles.